# Otop

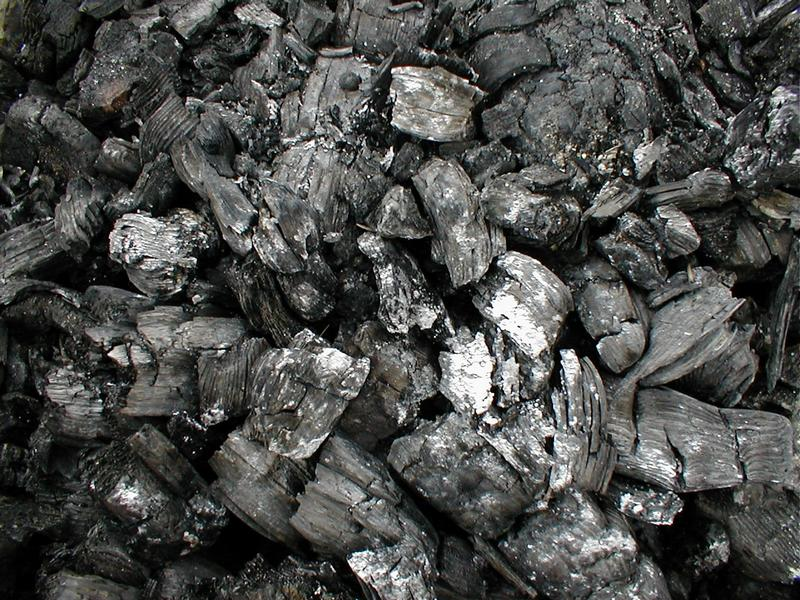
Dřevěné uhlí

Otop je slovo označující materiál na topení – výrobu tepla. 
Nejčastějším otopem je dřevo. Užívá se ve formulacích dřevo na otop, koks na otop, apod. Otopem se myslí spíše dřevo zbytkové, již jinak neužitečné, v podobě roští nebo odřezků. V dřívějších dobách, kdy většina domácností byla odkázána na vytápění dřevem, patřil otop ke standardnímu vybavení.